# José Mariano Salas
José Mariano Salas Barbosa (Jiquilpan, Virreinato de Nueva España, 11 de mayo de 1797 - Ciudad de México, 24 de diciembre de 1867) fue un político y militar mexicano que desempeñó el cargo de presidente de México en dos ocasiones. Formó parte de la Regencia del Segundo Imperio.

## Formación militar
Nació José Mariano en la capital del virreinato el 11 de mayo de 1797. En 1813, ingresó en el ejército como cadete en el Regimiento de Infantes de Puebla, donde logró sus primeros ascensos luchando contra los insurgentes. Acompañó a Santa Anna en la toma de Xalapa, Veracruz. En 1821 se adhirió al Plan de Iguala.
El emperador Agustín de Iturbide premió sus acciones ascendiéndolo a capitán. Fue defensor del gobierno del presidente Guadalupe Victoria cuando fue lanzado el Plan de Montaño en 1827. Combatió en Tampico contra la invasión del español Isidro Barradas en 1829. Fue ascendido a teniente coronel en 1832. Comandó en 1836 una de las columnas en el asalto al Álamo, y lucharon en la acción en Llano Perdido. Salas cubrió el retiro de las tropas mexicanas a Matamoros, Tamaulipas.

## Presidencia
El 4 de agosto de 1846, en La Ciudadela de la Ciudad de México se pronunció en contra de Mariano Paredes y Arrillaga, quien había dejado la presidencia temporalmente a Nicolás Bravo mientras iba a combatir una insurrección en Guadalajara.
Salas se tomó el poder y asumió la presidencia interinamente. Durante su administración, Mariano se empeñó, sin éxito, en obtener recursos de guerra. Abrió un concurso para que empresarios instalaran en la capital un nuevo alumbrado público a base de gas de hidrógeno, intentó establecer academias de idiomas y de historia y propuso la creación de una biblioteca nacional. Con una guerra peleándose en el norte del país, todas sus políticas no fueron escuchadas. En cuanto estuvo en el poder, puso en vigor nuevamente la Constitución de 1824 y convocó a elecciones que favorecieron, otra vez, a Santa Anna. 
Sin embargo, el general Santa Anna tuvo que salir a combatir hacia el norte, ocupando el vicepresidente Valentín Gómez Farías, el cargo de presidente de México.

## Años posteriores y muerte
En 1847, Mariano es ascendido a general de división. Como segundo al mando del Ejército del Norte, combatió a los estadounidenses durante la intervención estadounidense. El 20 de agosto de 1847, durante la batalla de Padierna, es hecho prisionero. Después de la firma del tratado de paz, se le nombró comandante militar y gobernador de Querétaro.
Volvió a ocupar la presidencia durante la guerra de Reforma, solo para cuidar la silla presidencial unos días mientras llegaba a la capital el nuevo gobernante, el caudillo conservador, Miguel Miramón.
Siendo jefe militar de la guarnición de la Ciudad de México en 1863, el 1 de julio de ese año fue designado como uno de los tres miembros de la regencia que desempeñó el poder hasta un mes antes de la llegada del emperador Maximiliano I.
Murió en Ciudad de México el 24 de diciembre de 1867 en la villa de Guadalupe a los 70 años. Fue sepultado en el  panteón civil del Tepeyac.